# Грэм, Отто
Отто Эверетт Грэм младший (англ. Otto Everett Graham, Jr, 6 декабря 1921 — 17 декабря 2003) — профессиональный игрок в американский футбол, выступавший на позиции квотербека за команду «Кливленд Браунс» во Всеамериканской футбольной конференции и Национальной футбольной лиге. Грэм считается одним из лучших игроков своего времени, который помогал своей команде каждый год с 1946 по 1955 год выходить в финальную игру чемпионата, из которых в семи он одержал победу. За время его выступления в «Браунс», команда одержала 114 побед, 20 раз проиграла и 4 раза сыграла вничью. Несмотря на то, что почти все рекорды, установленные Грэмом, были побиты в современной эре, он до сих пор удерживает рекорд НФЛ по среднему количеству сделанных ярдов за попытку — девять. Бывший владелец «Нью-Йорк Янкис» и друг Грэма Джордж Стайнбреннер однажды назвал его «величайшим квотербеком».
Грэм родился в Уокиган, Иллинойс в семье учителей музыки. В 1940 году он поступил в Северо-Западный университет на баскетбольную стипендию, однако вскоре переключился на американский футбол. После непродолжительной службы в вооружённых силах США в конце Второй мировой войны, Грэм в 1946 году выступал за баскетбольную команду «Рочестер Роялз» из Национальной баскетбольной лиги, в составе которой завоевал чемпионский титул. Позже он подписал контракт с футбольным клубом «Кливленд Браунс». По окончании игровой карьеры в 1955 году он работал тренером в университетских командах. В 1965 году Грэм был введён в Зал славы профессионального футбола.